# ダニエル・アンデション
ダニエル・ジェリー・アンデション（Daniel Jerry Andersson, 1977年8月28日 - ）は、スウェーデン・ルンド出身の元同国代表サッカー選手。現サッカー指導者。現役時代のポジションはミッドフィルダー、ディフェンダー。父親のロイと2人の兄パトリックとフレドリック（Fredrik）も元サッカー選手で、父と長兄のパトリックはスウェーデン代表としてワールドカップの出場経験がある。

## 経歴

### クラブ

#### 初期
ユース時代をビャアレッズIF（Bjärreds IF）で過ごし1994年にマルメFFへ移籍。その後、リーグのトップクラス選手に上り詰めた結果、同僚のイクセル・オスマノフスキと共にイタリア1部のASバーリに引き抜かれた。

#### イタリアの地
バーリに移籍してすぐさまオスマノフスキと共に定位置を確保し、さらに3シーズンの在籍中に主将を務め活躍したことで同リーグの強豪ユヴェントスFCやACFフィオレンティーナから関心を集め、フィオレンティーナへ移籍する目前だったが、同クラブの財政問題により土壇場で破談となり、代わりに移籍金600万ユーロでSSCヴェネツィアに移籍した。
2001-02シーズン終了後にヴェネツィアの2部降格が決定したことで1部のACキエーヴォ・ヴェローナへ貸し出されることが決定。その後、キエーヴォ側がアンデションを完全移籍のための資金捻出に余裕がなかったため、2002-03シーズン終了に伴い2部のUSチッタ・ディ・パレルモへ完全移籍することになった。
パレルモに加入してすぐさま1部のACアンコーナへ貸し出されたが、加入1年目に同クラブは降格が決定。さらに、財政問題により倒産したことでパレルモに復帰するも構想外となり、古巣マルメに復帰することが決定。結局、パレルモでの出場機会は訪れることがなかった。

#### マルメでの第2期
アンデションは、かつての同僚オスマノフスキや兄のパトリックと同時期の2004年シーズンに古巣のマルメに復帰し、同年のリーグ優勝に貢献した。翌年は主将で兄のパトリックが怪我で引退したため、役割を引き継ぎ2012年まで主将として活動していくことになる。
それまでは、キャリアの大半を中央のMFとしてプレーしてきたが、2010年シーズン開幕から一貫してCBとしてプレーし再びリーグ優勝を経験。また、このポジション変更により、父親のロイ, 兄のパトリックに次ぐCBでマルメの主将となった3人目のアンデション家となった。さらに、クラブ史上16度目の優勝の原動力の1人として活躍したことから、同年の最優秀DF選手の候補にノミネートされるなどCBとしても成功を収めた。
2011年10月29日に3人のアシスタントの1人として就任することが発表されたが、必要によっては選手としても活動することも語られた。12月15日のUEFAヨーロッパリーグ 2011-12グループリーグ最終節FKアウストリア・ウィーン（アウェイ1-2）戦が最後の試合となったが、リーグ戦で怪我人が相次いだことにより若手選手のみの構成を余儀なくされる苦しい状況に陥ったため、アシスタントとして活動しながら夏の中断期間前までの殆どの試合に出場。最終的に2012年シーズンは全30試合中16試合に出場し、2012年8月12日にアウェイのIFエルフスボリ戦がプロ生活最後の試合となった。同年11月16日にコーチ業に完全に専念するために引退することを発表した。

### 代表
アンデションは、スウェーデン代表として74試合に出場し、UEFA EURO 2000とUEFA EURO 2008及び2002 FIFAワールドカップと2006 FIFAワールドカップのメンバーだった。EURO 2000ではレギュラーとしてプレーし、EURO 2008ではグループリーグ敗退だったものの、トビアス・リンデロートの怪我から再びレギュラーとしてプレーした。
その後、クラブでの活動に専念するため2010 FIFAワールドカップ・ヨーロッパ予選で敗退後に代表引退した。

### 監督
2011年10月29日にヨルゲン・ペテション, Simon Hollyheadと共にマルメFFの新アシスタントに任命され、リカルド・ノルリング監督率いるチームの守備コーチとしての役割を任された。

## 代表歴

### 出場大会
- スウェーデン代表
  - 2002 FIFAワールドカップ
  - 2006 FIFAワールドカップ

### 試合数
- 国際Aマッチ 74試合 0得点（1997年-2009年）[14]

| スウェーデン代表 | 国際Aマッチ | 国際Aマッチ |
| 年               | 出場        | 得点        |
| ---------------- | ----------- | ----------- |
| 1997             | 3           | 0           |
| 1998             | 5           | 0           |
| 1999             | 8           | 0           |
| 2000             | 8           | 0           |
| 2001             | 10          | 0           |
| 2002             | 4           | 0           |
| 2003             | 0           | 0           |
| 2004             | 0           | 0           |
| 2005             | 7           | 0           |
| 2006             | 7           | 0           |
| 2007             | 6           | 0           |
| 2008             | 12          | 0           |
| 2009             | 4           | 0           |
| 通算             | 74          | 0           |

## タイトル

### クラブ
マルメFF
- アルスヴェンスカン : 2004, 2010

### 個人
スウェーデン年間最優秀MF賞 : 1997